# Staffan Hallström
Staffan Hallström, född 19 oktober 1914 i Stockholm, död 8 december 1976, var en svensk målare och tecknare.
Staffan Hallström var son till Gustaf Hallström, antikvarie vid Statens historiska museum och Astrid Hallström, född Berg. Han studerade på Gerlesborgsskolan, Tekniska skolan 1932–1934 och vid Kungliga Konsthögskolan i Stockholm 1935–1941 för bland annat Isaac Grünewald och Olle Hjortzberg 1935–1941. Han företog studieresor till Frankrike, Italien, Nederländerna och Belgien.
Staffan Hallström bodde och arbetade under 1940-talet i Saltsjö-Duvnäs, där han hyrde rum av konstnären Olle Nyman. Han fick då kontakt med Evert Lundqvist, som inspirerade honom och gav honom stöd. Tillsammans med Olle Nyman, Evert Lundqvist och Roland Kempe ingick han i Saltsjö-Duvnäs-gruppen. Senare hade han även ateljé på Varvsgatan och kombinerad bostad och ateljé vid Brunkebergstorg.
År 1946 hade han sin debututställning på Konstnärshuset i Stockholm. Han slog igenom med utställningen Hundra målningar på Konstakademien 1961 och spåddes då lysande framtid framför allt av skulptören Torsten Renqvist.
Staffan Hallström, arbetade i nyexpressionistisk stil och bland hans mest kända verk är Ingens hundar från 1958, som köptes in av Moderna museet. Detta motiv målade han sedan i olika versioner. Tillsammans med Lasse Andréasson gestaltade han 1972 Masmos tunnelbanestation med verket Ta ned solen i tunnelbanan, målningar på plåt utefter spårväggarna. Han är representerad på bland annat Moderna museet, Göteborgs konstmuseum, Norrköpings konstmuseum och Nationalmuseum.
Staffan Hallström är begravd på Sandsborgskyrkogården i Stockholm.